# 拡張ヒュッケル法
拡張ヒュッケル法（かくちょうヒュッケルほう、英: extended Hückel method）は、1963年からロアルド・ホフマンによって開発されている半経験的量子化学手法の一種である。ヒュッケル法に基づいているが、元々のヒュッケル法がπ軌道のみを考慮するのに対して、拡張ヒュッケル法はσ軌道も含める。

## 概要
拡張ヒュッケル法は分子軌道を決定するために用いることができるが、有機分子の構造上の幾何学的形状を決定するためにはあまり成功していない。しかしながら、異なる幾何配置の相対的エネルギーを決定することができる。拡張ヒュッケル法は単純な方法で電子相関を計算に含める。電子-電子反発はあらわに含まれず、全エネルギーは単に分子中のそれぞれの電子に対する項の和である。ハミルトニアン行列の非対角要素は、ウォルフスバーグとヘルムホルツによる近似によって与えられる。この近似は非対角要素を対角要素と重なり行列要素と関連付ける。
{\displaystyle H_{ij}=KS_{ij}{\dfrac {H_{ii}+H_{jj}}{2}}}
Kはウォルフスバーグ＝ヘルムホルツ定数であり、通常は1.75である。拡張ヒュッケル法では、価電子のみが考慮される。内核電子のエネルギーおよび関数は同種の原子間で多かれ少なかれ一定であるとされる。拡張ヒュッケル法は、フォック行列の対角要素を埋めるために、原子のイオン化ポテンシャル化から計算される一連のパラメータ化されたエネルギー、あるいは理論的手法を用いる。非対角要素を埋めて得られたフォック行列を対角化すると、原子価軌道のエネルギー（固有値）および波動関数（固有ベクトル）が得られる。
CNDO/2法やab initio量子化学手法といったより洗練された手法によって分子軌道を決定する多くの理論研究では、予備的段階として、拡張ヒュッケル分子軌道を用いることが一般的である。拡張ヒュッケル法の基底関数系は固定されているため、得られた一電子波動関数を正確な計算を行う基底関数系に射影しなければならない。大抵は最小二乗法によって新しい基底関数系の軌道を古い軌道に対して調節することで達成される
この手法では価電子の波動関数のみ考慮するため、内核電子関数を埋めるためには、残りの基底関数系を計算した軌道を用いて正規直交化し、次にエネルギーが低い軌道を選択しなければならない。これによって、より正確な構造および電子の性質の決定ができる。Ab initio法の場合は、収束が幾分速くなる。

## 歴史
拡張ヒュッケル法はロアルド・ホフマンによって使われた。ホフマンはロバート・バーンズ・ウッドワードと共に反応機構を説明する規則（ウッドワード・ホフマン則）を開発している。ホフマンは、これらのペリ環状反応における軌道相互作用を分析するために、拡張ヒュッケル理論から得られた分子軌道の描写を用いた。
水素化ホウ素の研究のために非常によく似た手法がホフマンとウィリアム・リプスコムによってこれ以前に用いられていた。ハミルトニアン行列の非対角要素は重なり積分に比例するように与えられる。
{\displaystyle H_{ij}=KS_{ij}}
ウォルフスバーグとヘルムホルツの近似に対するこの単純化は、水素化ホウ素に対しては妥当である。これは、ホウ素と水素の間の電気陰性度の差が小さいため、対角要素がかなり似るためである。
この手法は電気陰性度が大きく異なる原子を含む分子に対してはうまく機能しない。この弱点を克服するため、複数のグループが原子の電荷に依存した反復スキームを提案している。フェンスキー＝ホール法はこのような手法の一つであり、無機化学および有機金属化学において今でも広く使用されている。